# (12755) Balmer
(12755) Balmer – planetoida z grupy pasa głównego asteroid okrążająca Słońce w ciągu 4,5 lat w średniej odległości 2,73 j.a. Odkrył ją Eric Elst 20 lipca 1993 roku w Obserwatorium La Silla. Nazwa planetoidy pochodzi od Johanna Jakoba Balmera (1825–1898).